# ژوئه بوسکه
ژوئه بوسکه (به فرانسوی: Joë Bousquet) شاعر قرن بیستم میلادی و اهل فرانسه است.